# Dům ev. č. 1416 (Kořenov)
Dům č. ev. 1416 je převážně roubený dům v části Polubný obce Kořenov poblíž Tanvaldu.

## Historie
Dům byl postaven jako obytný kolem roku 1886. Od roku 1945 pak sloužil k rekreačním účelům, nicméně v podstatě bez stavebních zásahů.
V roce 2019 byla stavba prohlášena kulturní památkou.

## Architektura
Dům je přízemní, převážně roubený a stojí na obdélníkovém půdorysu, rozšířeném v prostoru zádveří a přístěnku se záchodem. Roubení je zvenčí překryto lištovaným bedněním. Okna jsou ozdobena profilovanými obložkami. Střecha je sedlová, pokrytá falcovaným plechem.
V interiéru má dům tradiční trojdílnou dispozici: vstupuje se do průchozí síně, na ni v jedné části domu navazuje světnice s kuchyní a ve druhé pak komora s chlévem. Ze síně také vede schodiště do sklepa s valenou klenbou. V interiéru se v původní podobě dochovaly všechny bohatě zdobené výplně dveří, barevné nátěry stěn a další architektonické a dekorativní prvky. Za unikát lze považovat i původní suchý záchod v přístěnku, který je dosud funkční. Mobiliář pochází ze 40. let 20. století, kdy bylo užívání domu změněno na rekreační. Ve stejné stavební etapě bylo pravděpodobně do štítu domu vsazeno trojdílné okno, které zjevně není součástí původní historické podoby domu.